# Genio Rurale
Genio Rurale è stata una rivista edita a Bologna dalla casa editrice Edagricole che faceva capo al preside della facoltà di agraria Luigi Perdisa.
Ha operato con tale testata negli anni 1951-1998, ma si considera la continuazione della Rivista di Estimo agrario e genio rurale, fondata nel 1937. Il primo numero era uscito il settembre del 1936 con la denominazione Tecnici agricoli dell'Emilia: Nel 1938 si trasforma in I tecnici agricoli professionisti
Dal 1976 porta come sottotitolo: Rivista professionale dell'agricoltura e dell'assetto territoriale.
A sua volta Genio rurale continua ora con la testata Estimo e territorio, sempre edita da Edagricole, ma che fa capo ora al gruppo editoriale Il sole 24 ore.
Genio rurale fu diretta da Antonio Saltini dal 1979 al 1988.